# Губернаторство Амхара
Губернаторство Амхара также Бета Амхара (амх. አምሃራ ) — административная единица первого уровня в составе Итальянской Восточной Африки.

## История
В 1936 году после захвата итальянскими войсками Эфиопии в ходе Второй итало-эфиопской войны, провинция Амхара вошла в состав Итальянской Восточной Африки и была преобразована в губернаторство Амхара. После освобождения в 1941 году провинция Амхара вновь вошла в состав Эфиопской империи.